# Agelasta siamensis
Agelasta siamensis är en skalbaggsart som beskrevs av Stefan von Breuning 1956. Agelasta siamensis ingår i släktet Agelasta och familjen långhorningar. Inga underarter finns listade i Catalogue of Life.